# Cascadis
Cascadis is de Nederlandse vereniging voor webprofessionals bij de overheid. 'Overheid' in de ruime zin des woords: van gemeente tot waterschap, van universiteit tot politie.
Cascadis biedt haar leden de mogelijkheid om te overleggen met elkaar, om vragen te stellen en antwoorden te krijgen in het forum, om gebruik te maken van een kennisbank waarin onderzoeken en rapporten over het werkveld beschikbaar zijn of werkgerelateerde cartoons voor bijvoorbeeld presentaties.
Daarnaast organiseert Cascadis jaarlijks webmasterklassen met uiteenlopende thema's en een congres waar de laatste relevante ontwikkelingen aan de orde komen. Cascadis is een groeiende vereniging die steeds meer wordt gevraagd voor input bij allerlei landelijke initiatieven. Daarnaast is Cascadis momenteel betrokken bij de opzet van een HBO-opleiding voor webprofessionals.